# Đào Doãn Địch
Đào Doãn Địch (?- 1885), tên thật là Đào Tăng Sắt, tự Doãn Địch, hiệu Cao Mô; là lãnh tụ nghĩa quân kháng Pháp ở Bình Định trong lịch sử Việt Nam.

## Tiểu sử
Đào Doãn Địch là người làng Tùng Giản, huyện Tuy Phước, tỉnh Bình Định. Ông làm quan cho triều Nguyễn lúc nào không rõ, nhưng căn cứ vào sắc phong của vua Hàm Nghi, ký ngày 17 tháng 3 (âm lịch) năm Ất Dậu (1885), thì trước đó ông làm chức "Trước tác sung chức Kiểm Biện ở dinh Long Võ", sau vì thấy ông "văn học khả quan, tài năng khả thủ, đủ mưu kế, thao thủ, hành vi hiệp theo chánh trị, được thanh liêm, thận trọng, cần mẫn, giữ đúng quan châm, có thành tích siêng năng" nên nhà vua (Hàm Nghi) đặc cách thăng ông chức "Phụng Nghị Đại phu, hàm Hồng lô thiếu khanh, sung chức Kiểm biện các Bảo và dinh Kỳ Võ".
Ngày 5 tháng 7 năm đó (1885), kinh thành Huế thất thủ. Hưởng ứng phong trào Cần Vương, ông chiêu tập được khoảng 600 người, đến lập căn cứ ở thôn Tùng Giản (nay thuộc xã Phước Hòa, huyện Tuy Phước, tỉnh Bình Định), để tổ chức kháng Pháp. Trong số người đi theo ông có cử nhân Mai Xuân Thưởng.
Giữa tháng 7 năm 1885, Đào Doãn Địch tổ chức đánh chiếm thành tỉnh Bình Định. Trừng trị viên quan thân thực dân Pháp là Tổng đốc Lê Thận xong, quân của ông còn kéo nhau đi đánh phá các làng theo đạo Thiên Chúa giáo. Từ Quy Nhơn, quân Pháp kéo lên đàn áp. Đoàn Doãn Địch dàn quân kháng cự lại. Hai bên giao tranh dữ dội ở Trường Úc và Phong Niên. Trước hỏa lực mạnh, lực lượng của Đoàn Doãn Địch bị đánh tan, buộc vị thủ lĩnh này phải chạy về đại bản doanh của Mai Xuân Thưởng, lúc này đang đặt tại Lộc Đổng (Đồng Hươu) ở thôn Phú Phong thuộc huyện Bình Khê (nay là huyện Tây Sơn), tỉnh Bình Định.
Tháng 9 năm đó (1885), Đoàn Doãn Địch lâm bệnh mất. Trước khi mất, ông giao quyền chỉ huy lại cho Mai Xuân Thưởng.

## Sách tham khảo
- Nguyễn Q. Thắng- Nguyễn Bá Thế, Từ điển nhân vật lịch sử Việt Nam. Nhà xuất bản Khoa học xã hội, Hà Nội, 1992.